# DOK-ING Loox
DOK-ING Loox – ranije poznat pod nazivom DOK-ING XD – konceptni je električni automobil hrvatske tvrtke DOK-ING iz Zagreba.

## Povijest razvoja
Konceptni automobil crvene boje prvi je put predstavljen javnosti u ožujku 2010. godine na autosajmu u Ženevi. Topless XD zlatne boje predstavljen je samo 6 mjeseci kasnije u Areni Zagreb. Model mat bijele boje spreman za serijsku proizvodnju predstavljen je na Frankfurtskom sajmu u rujnu 2011. godine.

## Dizajn
Dizajn eksterijera automobila potpisuje Igor Jurić.

## Serijska proizvodnja
U srpnju 2010. DOK-ING je najavio da će predserijska proizvodnja započeti, a prvu seriju od 50 automobila naručila je tvrtka Agrokor.

## Tehnička svojstva
- Težina: 1.200 kg (2 motora), 1.300 kg (4 motora)[4]
- dužina: 2900mm
- visina: 1600mm
- širina: 1800mm
- sjedala: 3
- ubrzanje: 0–100 km/h ; 7,5 sekundi (2 motora) - 4,2 sekundi (4 motora)
- autonomnost: 200–250 km
- najveća brzina: 140 km/h
- baterije: litij željezo fosfat (32kWh)
- sigurnosni sustavi: ABS, zračni jastuci

### Pogon
Pogon se sastoji od dva (stražnji pogon) ili četiri elektromotora snage po 45 kW, ukupnog momenta 360 odnosno 720 Nm (2 ili 4 motora).

### Baterije
Litij-željezo-fosfat (LiFePO4).

### Punjenje
Za punjenje baterija potrebno je 150 minuta preko autopunjača, dok se regenerativnim kočenjem dopunjuje baterija.

## Nagrade
- 2010. - Nagrada za kreativnost i inovativnost - Muzej suvremene umjetnosti u Zagrebu

## Vanjske poveznice
- Internetske stranice tvrtke DOK-ING
- Ein Elektroauto aus Kroatien (njem.)
- DOK-ING XD concept : The First Croatian car
- Croatian Pocket Rocket
- Testirali smo XD: To može postati narodni auto za 5000 eura! (hrv.)